# Поздерац, Хамдия
Хамдия Поздерац (босн. Hamdija Pozderac, 15 января 1924 года, Цазин, Королевство Югославия — 6 апреля 1988 года, Сараево, СР Босния и Герцеговина, СФРЮ) — югославский боснийский государственный деятель, председатель Народной Скупщины (1971—1974) и председатель Центрального комитета Союза коммунистов Боснии и Герцоговины (1983—1984), Вице-председатель Президиума Социалистической Федеративной Республики Югославия в 1987 году. Рассматривался как возможный Председатель Президиума СФРЮ, но был вынужден оставить политическую деятельность.
Поздерац считался одним из самых ярких и влиятельных политиков в Боснии и Герцеговине. Его уход из политики в конце 1980-х считается одним из самых противоречивых событий, предшествовавших Боснийской войне. Ему пришлось покинуть политику в связи с аферой «Агрокомерц», которую югославская пресса сравнивала с Уотергейтским скандалом.

## Биография

### Ранние годы
Хамдия Поздерац родился в Цазине в Королевстве Югославия под именем Мухамед. Отец — Мехмед «Меха» Поздерац. Дядя — Нурия Поздерац (праведник мира). В старшей школе он присоединился к нелегальной организации Лиге коммунистической молодежи Югославии (SKOJ). Участник партизанской войны в Югославии против немецко-фашистских захватчиков. Во время войны занимал несколько военных и государственных должностей в Боснийской Краине и был отмечен несколькими военными и государственными наградами. В течение 27 лет был близким соратником Иосип Броз Тито.

### Образование
Окончил философский факультет Белградского университета, обучался в Москве в Высшей партийной школе, опубликовал несколько социологических исследований и являлся профессором политологии Сараевского университета.

### Политическая карьера
Поздерац занимал различные высокие посты в правительстве Боснии и Герцеговины и Югославии в 70-х и 80-х годах и оказывал значительное влияние на политику коммунистической партии. Являлся президентом Федеральной конституционной комиссии Югославии почти 20 лет. Его политическое восхождение началось с работы в экономически развитого района Боснийской Краине, а не с бедного региона Боснии и Герцеговины. Поздерац обеспечил поддержку компании «Агрокоммерц», в то время небольшого местного производителя продуктов питания, который позже станет одной из крупнейших корпораций по производству продуктов питания в бывшей Югославии. «Агрокоммерц» оказалась ключом к экономическому процветанию региона.
Его основной целью была экономическая реформа тогдашней обедневшей Боснии и Герцеговины, он также сыграл важную роль в противостоянии с националистам из Сербии через ряд спорных и рискованных политических шагов. Причина, по которой он сегодня считается одним из самых важных боснийских политиков, — его значительная роль в конституционных поправках 1970-х годов, которая признала боснийских мусульман одной из составных этнических групп Боснии и Герцеговины и Югославии. Хотя его политическая ориентация не сходились со общепринятой политикой того времени и он постоянно сталкивался с националистической политикой по этническим группам в Югославии, он пособствовал установлению процесса, который привел к появлению современной боснийской нации.
За все время его работы была организована серия политических атак против него сербским лобби в Боснии и Герцеговине, которое пыталось дискредитировать его и удалить с политической сцены. Одна из попыток была предпринята Воиславом Шешелем в начале 80-х годов, который узнал, что в диссертации одного из учеников Поздераца в Сараевском университете Брано Милюша присутствовал плагиат, но Поздерац не предпринял никаких мер. Поскольку Милюш был высокопоставленным человеком в Союзе коммунистов Югославии, дело быстро замяли.
В 1983 году произошёл так называемый «Сараевский процесс», который привёл к осуждению Алии Изетбеговича за то, что он написал «Исламскую декларацию». Поздерац в течение процесса подтвердил свою политическую оппозицию сербскому национализму и, в частности, политике Слободана Милошевича, который якобы пытался отменить конституционные поправки 1970-х годов, которые утверждали статус боснийских мусульман как одной из наций страны. Мухамед Бороговац, бывший президент Боснийского конгресса, считает, что этот процесс должен поставить под угрозу руководство Боснии во главе с Поздрацем. Он утверждает, что считалось, что Поздерац будет защищать мусульманскую интеллигенцию, но он настаивал на судебном разбирательстве. «Сараевский процесс» обернулся неудачей, так как сербское лобби настаивало на том, что Босния является «темным вилаятом», где все те, кто выступает против правительства, будут преследоваться и где коммунисты мусульмане преследуют мусульманских верующих. Многие считают что «Сараевский процесс» позволил Поздерацу избавиться от политических оппонентов, которые могли способствовать процессу независимости Боснии. В 1990 году Изетбегович стал президентом Боснии и Герцеговины. Мухамед Бороговац также считает процесс первой попыткой отстранения Хамдии Поздераца от политических процессов.
Кульминацией атак на Поздераца стала дело «Агрокомерц» в 1987 году. В 1980-х годах Агрокомерц, один из ведущих производителей продуктов питания, был охвачен сомнительными банковскими сделками, в которых компания выпустила многочисленные векселя с высокими процентными ставками без надлежащей финансовой обоснованности, такая практика была распространена в югославской системе. Ситуация с Агрокомерц отличалась тем, что директор корпорации Фикрет Абдич потерял чувство меры, поскольку корпорация выпустила более 500 миллионов долларов в «бесполезных» простых векселях. После того как данная информация просочилась в прессу инфляция в Югославии составила 250 %. Поскольку Поздерац принимал непосредственное участие в становлении «Агрокомерца», его стали обвинять в том, что он знал о финансовых махинациях в компании. Однако это не было доказано. Основной удар по репутации Поздераца нанесли заявления Абдича о том, что у него есть аудиокассеты с разговорами, которые доказывают участие Поздераца в скандале. Хотя упомянутые записи так и не были никому предоставлены, данный скандал нанёс сильный удар по репутации Поздераца и ему пришлось покинуть политику в 1987 году.

### Смерть и похороны
Умер 6 апреля 1988 года в Сараево в больничном центре «Кошево».
Похоронен на сараевском кладбище Баре.